# Brady Canfield

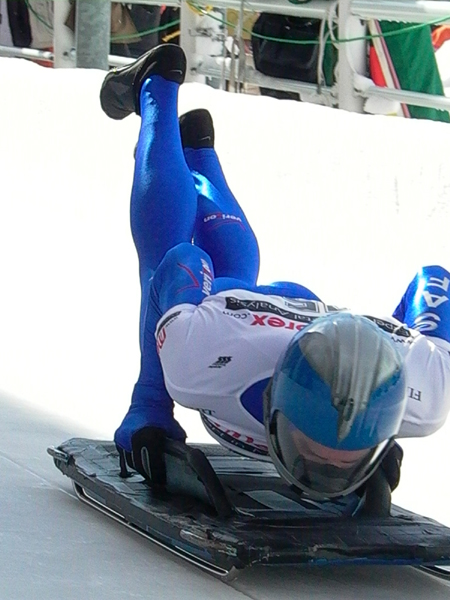
Brady Canfield am Start

Brady Canfield (* 26. April 1963) ist ein US-amerikanischer Skeletonfahrer.
Brady Canfield begann spät mit dem Skeletonsport und debütierte erst im Alter von 37 Jahren im Dezember 2000 in Winterberg im Skeleton-Weltcup und belegte Rang 28. Zwei Jahre später kam er als Fünfter in Park City erstmals unter die besten Zehn eines Weltcuprennens, im darauffolgenden Rennen in Lake Placid wurde er Dritter. Bei den Weltmeisterschaften zu Beginn des folgenden Jahres gewann er in Nagano hinter Jeff Pain und Chris Soule die Bronzemedaille und wurde zudem US-Meister des Jahres. Aufgrund der starken Konkurrenz im US-Team konnte Canfield in der Saison 2004/05 nur im America’s Cup starten, dessen Gesamtwertung er nach einem Sieg und drei zweiten Plätzen überlegen gewann. Brady Canfield ist mit der ebenfalls als Skeletonpilotin erfolgreichen Felicia Canfield verheiratet.
Mittlerweile ist er nicht mehr im Skeletonsport aktiv, sondern betätigt sich als Künstler.